# Cothornobata linea
Cothornobata linea är en tvåvingeart som beskrevs av Mcalpine 1998. Cothornobata linea ingår i släktet Cothornobata och familjen skridflugor. Inga underarter finns listade i Catalogue of Life.